# Gáti István (református lelkész)
Gáti István (eredeti neve: Gáty István) (Mánd, 1749. április 8. – Szatmár, 1843. február 17.) magyar református lelkész, gyorsíró, nyelvész, szakíró, tanár. Az első magyar gyorsírási rendszer kidolgozója. Fia, Gáthy István (1780–1859) geodéta volt.

## Életpályája
Sályiban, Sárospatakon (1759), Losoncon (1763) és Debrecenben (1769) tanult. 1772-ben Szatmáron volt tanító. 1774–1775 között külföldi (bécsi) egyetemeken tanult. Tamásváralján pappá szentelték. 1778-ban Dabolcon, 1779-ben Huszton, 1787-ben Máramarosszigeten volt lelkész. 1798-ban a máramarosi egyházmegye jegyzője lett. 1800–1843 között táblabíró volt. 1800-ban esperes volt. 1803-ban a papi hivataláról lemondott, így esperes maradt. 1808-ban Szatmáron lelkész lett. 1831-ben nyugdíjba vonult.
Sokat dolgozott a magyar irodalmi nyelv terjesztésén. Természettudományi művében több kérdésben haladó, korszerű álláspontot foglalt el. Kidolgozta az első magyar gyorsírási rendszert.

## Művei
- A magyar nyelvnek a magyar hazában való szükséges voltát tárgyazó hazafiúi elmélkedések (Bécs, 1790)
- Második József a máramarosi éhségben (1792)
- Természet históriája (Pozsony, 1795)
- A stenographiáról (Pest, 1820)
- Elmélkedés a magyar dialectusról (Pest, 1821)
- Fontos beszéd tudománya vagy oratoria (Sárospatak, 1828)